# بوب وارن (كرة سلة)
بوب وارن (بالإنجليزية: Bob Warren)‏ مواليد 17 يوليو 1946 في موراي - الوفاة 25 أغسطس 2014، كان لاعب كرة سلة أمريكي. بدأ مسيرته الاحترافية في سنة 1968. تم اختياره من قبل فريق أتلانتا هوكس خلال الدرافت. بلغ طوله 6 قدم 5 بوصة (2.0 م). اعتزل اللعب في 1975. لعب مع كارولاينا كوغارز وسان أنطونيو سبرز.

## روابط خارجية
- بوب وارن على موقع سبورتس رفرنس (الإنجليزية)
- بوب وارن على موقع كلية كرة السلة في سبورتس رفرنس.كوم (الإنجليزية)
- بوب وارن على موقع ريلجم (الإنجليزية)
- بوب وارن على موقع بروبوليرز (الإنجليزية)